# Clifford Howard
Herald Clifford Howard (* 2. März 1923; † 20. November 2008 in Collingwood, Ontario) war ein kanadischer Regattasegler.

## Werdegang
Clifford Howard diente während des Zweiten Weltkriegs bei der Royal Canadian Naval Volunteer Reserve und wurde später Leutnant. Nach dem Krieg wurde er Mitglied im Royal Canadian Yacht Club und belegte zusammen mit seinem Bruder David und Donald Tytler bei den Olympischen Spielen 1956 den achten Platz in der Drachen-Regatta. Zwei Jahre zuvor gewann Howard mit seinem Bruder den Canada Cup.